# Toxonprucha repentis
Toxonprucha repentis är en fjärilsart som beskrevs av Augustus Radcliffe Grote 1881. Toxonprucha repentis ingår i släktet Toxonprucha och familjen nattflyn. Inga underarter finns listade i Catalogue of Life.